# Ermita de Sant Antoni Abat (Albaida)
L'ermita de Sant Antoni Abat és un temple situat al carrer Arqueòleg Ballester, en el municipi d'Albaida. És un Bé de Rellevància Local amb identificador nombre 46.24.006-016.

## Història
El temple va ser erigit al segle XIX.
A inicis del segle xxi, es desenvolupa en ella culte de forma ocasional.

## Descripció
Es troba en un carrer escarpat, el carrer del Crist de la Fe, en la cantonada amb la de l'Arqueòleg Ballester. Els altres dos costats de l'edifici, de planta rectangular, limiten amb habitatges particulars. La teulada de l'edifici és a dues aigües. La façana, rectangular, s'adequa a l'ascens del terreny. Sobre ella, en els seus dos extrems, hi ha sengles espadanyes amb campanes. Entre ambdues, una rematada barroca amb un penell.
En la façana es troba la porta, rectangular, amb llindar. Sobre ella hi ha una obertura semicircular, i sobre aquest un petit retaule ceràmic amb la imatge de Sant Antoni Abat, advocació titular del temple.
L'interior és també rectangular. El seu sostre és pla amb escòcia, parets llises i pis en forma d'escacs. En el retaule barroc del presbiteri es venera la imatge del Crist de la Fe, mentre que la imatge del sant titular es troba en una fornícula del lateral dret. Aquesta talla de Sant Antoni és policromada feta al segle xviii.